# Adam Sołtysik
Adam Wincenty Sołtysik (ur. 6 lipca 1895 w Lubatówce, zm. 3 marca 1971 w Saint George’s) – polski chirurg, podpułkownik lekarz Wojska Polskiego i Polskich Sił Zbrojnych.

## Życiorys
Urodził się 6 lipca 1895 w rodzinie Antoniego (zm. 1935) i Anny z Dąbrowskich (1864–1962). Po zakończeniu I wojny światowej, jako były oficer c. i k. armii został przyjęty do Wojska Polskiego i zatwierdzony do stopnia podporucznika. W listopadzie 1918 w stopniu podporucznika uczestniczył w obronie Lwowa w 1918 w trakcie wojny polsko-ukraińskiej, biorąc udział w walkach na II odcinku w pododcinku poczty na stanowisko nie tylko lekarza, ale także de facto adiutanta; przed 17 listopada został ranny i zastąpiony przez ppor. dr. Franciszka Kmietowicza. Został awansowany na stopień kapitana lekarza w korpusie oficerów sanitarnych, grupie podlekarzy, ze starszeństwem z dniem 1 czerwca 1919. W 1923 jako oficer nadetatowy 8 batalionu sanitarnego z Torunia i przydzielony na stanowisko lekarza Wyższej Szkoły Pilotów był odkomenderowany na studia na Wydziale Lekarskim Uniwersytetu Jana Kazimierza we Lwowie. Następnie został zweryfikowany w stopniu kapitana lekarza ze starszeństwem z dniem 1 czerwca 1919. W 1923, 1924 jako oficer nadetatowy 6 batalionu sanitarnego we Lwowie był przydzielony do Szpitala Okręgowego Nr VI w tym mieście, w którym pracował w kolejnych latach 20 i 30. (po przemianowaniu: 6 Szpital Okręgowy). W tym okresie został awansowany na stopień majora lekarza ze starszeństwem z dniem 1 stycznia 1931. Według stanu z marca 1939 w stopniu podpułkownika był starszym ordynatorem oddziału chirurgicznego 6 Szpitala Okręgowego. Był cenionym lekarzem chirurgiem. Do 1939 wchodził w skład komitetu redakcyjnego czasopisma „Chirurg Polski”.
W okresie mobilizacji 1939 był przewidziany jako szef chirurgii szpitala ewakuacyjnego („EWA”). Po wybuchu II wojny światowej w 1939 pracował jako naczelny chirurg w macierzystym 6 Szpitalu Okręgowym. W późniejszym czasie był dowódcą 6 batalionu sanitarnego, wchodzącego w skład 6 Lwowskiej Dywizji Piechoty Polskich Sił Zbrojnych w ZSRR i Armii Polskiej na Wschodzie w latach 1941–1943. Po wojnie pracował na Bahamach, gdzie cieszył się uznaniem. Zamieszkał w Saint George’s w państwie Grenada, gdzie zmarł 3 marca 1971.
Był żonaty z Zofią z Gordziewiczów (1898–1979), dla jej syna Jerzego Lerskiego był ojczymem. Oboje mieli syna Jana Kantego Marka (1925–1979).

## Ordery i odznaczenia
- Krzyż Niepodległości (9 listopada 1933)[19]
- Krzyż Walecznych (dwukrotnie: po raz pierwszy przed 1932)[2]
- Złoty Krzyż Zasługi z Mieczami (1944)[2]
- Złoty Krzyż Zasługi (25 maja 1939)[20]
- Krzyż Pamiątkowy Monte Cassino[2]
- Krzyż Obrony Lwowa[2]
- Kawaler Orderu Imperium Brytyjskiego (1960)[2]